# Lynn Bari
Lynn Bari, pseudonimo di Margaret Schuyler Fisher (Roanoke, 18 dicembre 1913 – Santa Monica, 20 novembre 1989), è stata un'attrice statunitense.
Recitò in oltre 100 film degli anni trenta e quaranta.

## Biografia
Nata in Virginia, ha lavorato nel mondo del cinema in un arco temporale di circa trentacinque anni, dal 1933 al 1968. Nei suoi primi film è accreditata spesso come ballerina o caratterista, ma ha recitato anche in ruoli principali, come in Ragazza cinese (1942) e Vecchia San Francisco (1943). Ha lavorato inoltre in alcuni B-movie horror. Tra gli altri film a cui ha partecipato vanno segnalati Ragazze innamorate (1936), Sigillo segreto (1937), Voglio essere più amata (1942), Il magnifico fannullone (1942), Man from Texas (1948), La collina della felicità (1951), Voglia di vita (1951), Il capitalista (1952) e Le donne degli ammutinati del Bounty (1956).
La sua ultima apparizione cinematografica risale al 1968, nel ruolo di una madre nel film The Young Runaways. Per quanto riguarda i suoi lavori per la televisione, ha recitato in diverse serie TV soprattutto nella seconda parte della sua carriera, ossia negli anni cinquanta e sessanta. Tra queste vi sono Boss Lady, Chevron Theatre, Lux Video Theatre e Perry Mason. Deceduta a causa di un infarto all'età di 75 anni, è stata inserita nella Hollywood Walk of Fame.

## Filmografia parziale

### Cinema
- La spia dei lancieri (Spy Lancer), regia di Gregory Ratoff (1937)
- La baronessa e il maggiordomo (The Baroness and the Butler), regia di Walter Lang (1938)
- Amore senza domani (Always Goodbye), regia di Sidney Lanfield (1938)
- Charlie Chan e la città al buio (City in Darkness), regia di Herbert I. Leeds (1939)
- Sangue e arena (Blood and Sand), regia di Rouben Mamoulian (1941)
- Il magnifico fannullone (The Magnificent Dope), regia di Walter Lang (1942)
- Voglio essere più amata (Orchestra Wives), regia di Archie Mayo (1942)
- Ragazza cinese (China Girl), regia di Henry Hathaway (1942)
- Vecchia San Francisco (Hello, Frisco, Hello), regia di H. Bruce Humberstone (1943)
- Il traditore dei mari (Tampico), regia di Lothar Mendes (1944)
- Il ponte di San Luis Rey (The Bridge of San Luis Rey), regia di Rowland V. Lee (1944)
- Capitano Eddie (Captain Eddie), regia di Lloyd Bacon (1945)
- Notturno di sangue (Nocturne), regia di Edwin L. Marin (1946)
- La collina della felicità (I'd Climb the Highest Mountain), regia di Henry King (1951)
- Il capitalista (Has Anybody Seen My Gal?), regia di Douglas Sirk (1952)
- Le donne degli ammutinati del Bounty (The Women of Pitcairn Island), regia di Jean Yarbrough (1956)
- Cittadino dannato (Damn Citizen), regia di Robert Gordon (1958)
- Appuntamento col cadavere (Trauma), regia di Robert M. Young (1962)

### Televisione
- Scienza e fantasia (Science Fiction Theatre) – serie TV, episodio 1x12 (1955)
- Screen Directors Playhouse – serie TV, episodio 1x04 (1955)
- Climax! – serie TV, episodio 2x25 (1956)
- Lo sceriffo indiano (Law of the Plainsman) – serie TV, episodio 1x21 (1960)
- The Aquanauts – serie TV, episodio 1x05 (1960)
- The New Breed – serie TV, episodio 1x07 (1961)
- Michael Shayne – serie TV episodio 1x18 (1961)
- Scacco matto (Checkmate) – serie TV, episodio 1x28 (1961)
- Ben Casey – serie TV, episodio 1x11 (1961)
- Everglades – serie TV, episodio 1x07 (1961)
- Ripcord – serie TV, episodio 2x34 (1963)
- Agenzia U.N.C.L.E. (The Girl from U.N.C.L.E.) – serie TV, episodio 1x25 (1967)

## Doppiatrici italiane
- Rosetta Calavetta in Sangue e arena e La legge della pistola
- Dhia Cristiani in La grande cavalcata e Capitano Eddie
- Tina Lattanzi in La collina della felicità e Il capitalista
- Renata Marini in Il traditore dei mari
- Lydia Simoneschi in Il ponte di San Luis Rey
- Anna Miserocchi in Cittadino dannato
- Cinzia De Carolis in Il ponte di San Luis Rey e Ragazza cinese (ridoppiaggi)
- Laura Gianoli in Michael Shayne va all'ovest